# Jesse Stone (Romanfigur)
Jesse Stone ist der Protagonist einer Reihe von Kriminalromanen, die ursprünglich von Robert B. Parker geschrieben und später von Michael Brandman und Reed Farrel Coleman  fortgesetzt wurden. Basierend auf den Romanen entstanden ab 2005 Fernsehfilme mit Tom Selleck in der Titelrolle.

## Handlung
Die Romane und Filme handeln vom alkoholkranken und unter seiner Scheidung leidenden Jesse Stone, dem Polizeichef in der fiktiven Stadt Paradise in Massachusetts. Stone ist ein erfahrener Polizist, wortkarg und verschlossen. Die Geschichten sind geprägt vom typisch amerikanischen Kleinstadtleben, angereichert mit Einflüssen aus der nahe gelegenen Großstadt Boston.

## Romane
Die ersten neun Romane stammen vom US-Autor Robert B. Parker. Er ließ Jesse Stone außerdem in drei Romanen seiner Serien um die Privatdetektive Spenser bzw. Sunny Randall auftreten. Nach Parkers Tod 2010 wurde die Reihe von Michael Brandman, der bereits an den Drehbüchern mitgeschrieben hatte, und später von Reed Farrel Coleman fortgesetzt.
Ins Deutsche übersetzt wurden die neun Bände von Robert B. Parker.

### Jesse Stone-Romane von Robert B. Parker
1. 1997 Night Passage (Das dunkle Paradies, dt. von Robert Brack. Rowohlt, Reinbek 1998, ISBN 3-499-43318-4, Neuausgabe Pendragon, Bielefeld, 2013, ISBN 978-3-86532-355-2)
2. 1998 Trouble in Paradise (Terror auf Stiles Island, dt. von Bernd Gockel. Pendragon, Bielefeld 2013, ISBN 978-3-86532-356-9)
3. 2001 Death in Paradise (Die Tote in Paradise, dt. von Bernd Gockel. Pendragon, Bielefeld 2014, ISBN 978-3-86532-369-9)
4. 2003 Stone Cold (Eiskalt, dt. von Bernd Gockel. Pendragon, Bielefeld 2014, ISBN 978-3-86532-391-0)
5. 2006 Sea Change (Tod im Hafen, dt. von Bernd Gockel. Pendragon, Bielefeld 2014, ISBN 978-3-86532-416-0)
6. 2007 High Profile (Mord im Showbiz, dt. von Bernd Gockel. Pendragon, Bielefeld 2015, ISBN 978-3-86532-447-4)
7. 2008 Stranger in Paradise (Der Killer kehrt zurück, dt. von Bernd Gockel. Pendragon, Bielefeld 2015, ISBN 978-3-86532-448-1)
8. 2009 Night and Day („Verfolgt in Paradise“, dt. von Bernd Gockel, Pendragon, Bielefeld 2016, ISBN 978-3-86532-525-9).
9. 2010 Split Image („Doppeltes Spiel“, dt. von Bernd Gockel, Pendragon, Bielefeld 2016, ISBN 978-3-86532-549-5).

### Romane von Michael Brandman
1. 2011 Robert B. Parker’s Killing the Blues
2. 2012 Robert B. Parker’s Fool Me Twice
3. 2013 Robert B. Parker’s Damned If You Do

### Romane von Reed Farrel Coleman
1. 2014 Robert B. Parker’s Blind Spot
2. 2015 Robert B. Parker’s The Devil Wins
3. 2016 Robert B. Parker’s Debt to Pay

## Filme
CBS verwirklichte basierend auf den Romanen eine Reihe von Fernsehfilmen mit Tom Selleck in der Hauptrolle. Die ersten vier Filme halten sich eng an die Vorlagen, die Reihenfolge der Romane wurde jedoch nicht eingehalten. Hinsichtlich der Figur des Jesse Stone orientierte man sich, abgesehen vom Altersunterschied, ebenfalls eng an den Romanvorlagen. In den Filmen ist Stone aber etwa zwanzig Jahre älter als in den Büchern. Beginnend mit dem fünften Film, Dünnes Eis, löste sich die Filmreihe mit eigenständigen Geschichten von den Buchvorlagen.
Nach der Ausstrahlung des achten Films gab der US-amerikanische Sender CBS im Mai 2012 bekannt, keine weiteren Filme mehr produzieren zu wollen. Mittlerweile entstand jedoch ein neunter Film, Lost in Paradise, der von Sony Pictures Television produziert und am 18. Oktober 2015 in den USA erstausgestrahlt wurde. Lost in Paradise wurde in Deutschland am 3. August 2019 vom ZDF ausgestrahlt.
Gedreht wurden die Filme allerdings nicht in den USA, sondern an der kanadischen Ostküste in Neuschottland. Alle Außenaufnahmen für den Ort Paradise wurden in Lunenburg gedreht; die Rolle Bostons übernahm Halifax. Weitere Aufnahmen wurden in anderen Orten der Region gemacht.
Das Klavierstück, das in den bei Stone zuhause spielenden Szenen oft läuft, ist das Intermezzo A-Dur Op. 118 Nr. 2 von Johannes Brahms.

### Folgen
Die Pilotfolge Eiskalt (Stone Cold) ist vom Inhalt zwischen den Folgen Knallhart (Night Passage) und Totgeschwiegen (Death in Paradise) einzuordnen.
| # | Titel (D)                      | Erstausstrahlung (D) | Titel (USA)          | Erstausstrahlung (USA) |
| - | ------------------------------ | -------------------- | -------------------- | ---------------------- |
| 1 | Eiskalt                        | 6. Januar 2009       | Stone Cold           | 20. Februar 2005       |
| 2 | Knallhart                      | 7. Januar 2009       | Night Passage        | 15. Januar 2006        |
| 3 | Totgeschwiegen                 | 8. Januar 2009       | Death in Paradise    | 30. April 2006         |
| 4 | Alte Wunden                    | 14. Oktober 2010     | Sea Change           | 22. Mai 2007           |
| 5 | Dünnes Eis                     | 24. Oktober 2010     | Thin Ice             | 1. März 2009           |
| 6 | Ohne Reue                      | 31. Oktober 2010     | No Remorse           | 9. Mai 2010            |
| 7 | Verlorene Unschuld             | 4. September 2013    | Innocents Lost       | 22. Mai 2011           |
| 8 | Im Zweifel für den Angeklagten | 11. September 2013   | Benefit of the Doubt | 20. Mai 2012           |
| 9 | Lost in Paradise               | 3. August 2019       | Lost in Paradise     | 18. Oktober 2015       |

Es existieren Pläne für einen zehnten Film, der vom Hallmark Channel produziert werden soll.
Mit deutscher Tonspur sind nur die ersten vier Folgen auf DVD verfügbar. In englisches Sprache gibt es eine DVD-Box mit allen neun Filmen.

### Besetzung und Synchronisation
Im Folgenden sind nur wiederkehrende Rollen verzeichnet. Gastdarsteller werden eventuell im Artikel des jeweiligen Films genannt.
| Rolle                   | Schauspieler/in    | Synchronsprecher/in                                 | Auftritte (#) |
| ----------------------- | ------------------ | --------------------------------------------------- | ------------- |
| Jesse Stone             | Tom Selleck        | Norbert Langer                                      | 1–9           |
| Luther „Koffer“ Simpson | Kohl Sudduth       | Philipp Brammer (Ep. 1–8) / Florian Hoffmann (Ep.9) | 1–9           |
| Captain Healy           | Stephen McHattie   | Leon Rainer                                         | 1–8           |
| Molly Crane             | Viola Davis        | Sandra Schwittau                                    | 1–4           |
| Rose Gammon             | Kathy Baker        | Dagmar Dempe                                        | 4–8           |
| Dr. Dix                 | William Devane     | Reinhard Brock                                      | 3–9           |
| Dr. Peter Perkins       | John Beale         | Claus-Peter Damitz                                  | 1–5, 8        |
| Hasty Hathaway          | Saul Rubinek       | Hans-Rainer Müller                                  | 2, 4, 6–8     |
| Gino Fish               | William Sadler     | Gudo Hoegel                                         | 4–9           |
| Schwester Mary John     | Kerri Smith        | Alexandra Ludwig                                    | 3, 5–7,9      |
| William Butler          | Jeff Geddis        | Andreas Borcherding                                 | 5, 7–8        |
| Anthony D’Angelo        | Vito Rezza         | Claus Brockmeyer                                    | 1–3, 8        |
| Abby Taylor             | Polly Shannon      | Claudia Lössl                                       | 1–2           |
| Carole Genest           | Liisa Repo-Martell | Natascha Geisler                                    | 2–3           |
| Emily Bishop            | Mae Whitman        | N/A                                                 | 3, 6          |